# Deroparia reticulata
Deroparia reticulata är en tvåvingeart som först beskrevs av Munro 1929.  Deroparia reticulata ingår i släktet Deroparia och familjen borrflugor.
Artens utbredningsområde är Namibia. Inga underarter finns listade i Catalogue of Life.